# Лисенко Іван Максимович
Іва́н Макси́мович Ли́сенко (21 серпня 1938, Черемушна  — 15 грудня 2022, Київ) — український письменник, музикознавець, джерелознавець, літературознавець, публіцист, журналіст; член Спілки журналістів України з 1977 року та Національної спілки письменників України з 2005 року. Заслужений діяч мистецтв України з 2009 року.

## Біографія
Народився в 21 серпня 1938 року в селі Черемушна Валківського району Харківської області. В 1961—1966 роках навчався в Харківському університеті на філологічному факультеті, відділення української мови та літератури.
Друкувався з 1957 року.
Помер 15 грудня 2022 року в місті Києві. Похований в рідному селі Черемушна.

## Творчість
Творчий шлях Івана Лисенка почався з поезії. За його словами, поштовхом до письменства стала «любов до народної пісні, зустрічі з непересічними особистостями».
| «Я був знайомий із Василем Стусом — непростою, надзвичайно талановитою людиною, як то кажуть, «з легенди». Він казав, що треба спочатку завоювати волю, а потім працювати. Я не революціонер. Я маю зробити те, що можу[3]». |
Іван Лисенко упорядкував «Словник співаків України», книги «Українські співаки у спогадах», «Словник музикантів України», «Речник української культури». Також написав і опублікував книгу спогадів, статей та рецензій «Музики сонячні дзвони» та «Поезії видіння осяйне»; впорядкував доробок Олександра Коржа, автора першої поеми про голодомор «Степова доля», репресованого і засудженого на 25 років таборів, шість з яких відсидів. Його твори літературознавець видав окремою книжкою «Шуміти прошу листя» .

### «Валківська енциклопедія»
Багатотомна «Валківська енциклопедія», яку видав Іван Лисенко, дає різноманітні відомості, головним чином про тих видатних людей в галузі культури, освіти, медицини, техніки та громадської діяльності, які є уродженцями цього краю або там постійно працювали й чимало для нього зробили, тих, що якоюсь мірою прославили Валківщину. У виданні також зроблено спробу висвітлити історію району. Є в енциклопедії й описи приватних бібліотек, музеїв, архівів нині діючих і тих, що були знищені в різні часи.
Книга багато ілюстрована, в ній близько 300 фотографій.

### Збірка творів Марії Вольвач

Вибрані твори Марусі Вольвачівни, впорядковані Іваном Лисенко
Київ: Наш час. 2007 рік

Іван Лисенко ще з дитинства чув від односельців розповіді про Марію Вольвач, яка часто приїздила у Черемушну і читала людям свої твори. В архівах та бібліотеках Лисенко шукав вірші, п'єси, оповідання, фольклорні записи та листування забутої письменниці, з яких упорядкував книжку під своєю редакцією. Назвав їй — «Кажи жінці правду, та не всю». Це перше повне видання художніх творів, мемуарів та листів Марусі Вольвачівни (творчий псевдонім письменниці). Значна частина творів до цього взагалі не публікувалася. На видання особисто Іван Лисенко витратив власні $2 тисячі.

Гості презентації книги Марії Вольвач в Музеї Івана Гончара у Києві (у першому ряду Іван Лисенко)

Книжка вийшла в Києві в 2007 році в рамках проекту «Невідома Україна»: видання науково-популярної літератури, яка б розкривала для сучасників невідомі сторінки української історії, культури, науки і техніки.
Презентація збірки Марусі Вольвачівни відбулася теж у столиці, в музеї Івана Гончара. Тоді Іван Лисенко сказав:
| «Мені пощастило народитися саме на Харківщині, батьківщині Марусі Вольвачівни. І то був би великий гріх — не зібрати такий безцінний скарб. Ще школярем я почув розмови про дивну жінку, яка пізно навчилася грамоти, а згодом писала оригінальні твори. З переказів місцевих жителів довідався, що народилася Маруся Вольвачівна, а справжнє прізвище — Вольвач, приблизно 1841 року у козацькій заможній родині. Кажуть, товаришувала вона з Борисом Грінченком, підтримували її видатні вчені того часу — історик Дмитро Багалій та літературознавець Микола Сумцов, листувалася вона з Іваном Франком»[5]. |

### Словник українських приватних бібліотек
Іван Лисенко є автором «Словника українських приватних бібліотек». Це енциклопедичне видання вийшло у 2009 році у київському видавництві «Рада».
Серед музикознавчих праць І. М. Лисенка:
- Любові висока струна [Текст] : вибране / Іван Лисенко. — Київ: Рада, 2010. — 662 с. — Бібліогр. в підрядк. прим. — ISBN 978-966-7087-88-3
- Співаки України [Текст]: енцикл. вид. / Іван Лисенко. — Київ: Знання, 2012. — 639 с. : ілюстр. — Бібліогр. в кінці ст. — ISBN 978-617-07-0077-3
- Співаки України [Текст]: енцикл. вид. Т. 2 / Іван Лисенко. — Житомир: Рута, 2018. —252, [3] с.—- ISBN 978-617-581-353-9
- Юрій Кипоренко-Доманський. Спогади та матеріали [Текст] / вступ. ст., упоряд. та прим. Івана Лисенка. —Житомир: Рута, 2013.—- 191 с. : фот. — ISBN 978-617-581-203-7
- Словник опер [Текст]: [довідник] / Іван Лисенко. — Житомир: Рута, 2014.— 229 с.— ISBN 978-617-581-217-4
- Українські співаки X-XVIII ст. [Текст] : енцикл. слов. / Іван Лисенко. — Київ : Рута, 2015.—- 142, [1] с. — ISBN 978-617-581-229-7
- Лисенко І. М. Платон Цесевич: Спогади й матеріали. —Житомир: «Рута», 2014, іл.—312 с[6]
- Лисенко І. М. Іван Стешенко. Спогади та матеріали./ Вступ. ст., упоряд. і прим. І. Лисенка —,Житомир: ПП"Рута", 2014, іл.—174 с.-ISBN 978-617-581-216-7
- Іван Алчевський: Спогади. Матеріали. Листування / Вступ. ст., упоряд. і прим. І. Лисенка, К. Милославського. —К.: Муз. Укр., 1980.— 294 с.

Певні уявлення щодо особистості І. М. Лисенка, його життевого і творчого шляху можна знайти у збірці « Світло великої душі» (2010).
У 2018 році Іван Максимович Лисенко відсвяткував свій 80-річний ювілей у alma mater та на Валківщині